# セントルシアの政党一覧
セントルシアの政党一覧（セントルシアのせいとういちらん）では、セントルシアの政党を列挙する。セントルシアは二大政党制となっており、主要な政党が2党あってそれ以外の政党が選挙で当選することは極めて困難である。

## 政党

### 二大政党
- セントルシア労働党
- 連合労働者党

### それ以外の政党
- 国民発展運動（National Development Movement、略称NDM）[1]
- 国民連合
- 進歩労働党
- 人民進歩党
- セントルシア自由党
- ルシアン緑の党（Lucian Greens Party）[1]
- ルシアン人民運動（Lucian People's Movement、略称LPM）[1]
- Sou Tout Apwe Fete Fini（略称STAFF）